# Гаваудан
Гаваудан (известен ок. 1195 — 1211) — трубадур.
Писал в тёмном стиле. Его изысканные произведения не всегда поддаются расшифровке. Одна из песен Гаваудана («Песня об обречённости тех, кто низок душой») посвящена событиям Альбигойского крестового похода, когда Фолькет Марсельский выступил против граждан Тулузы, оставшихся верными графу Раймунду VI.
Имя Бафомет впервые встречается в 1195 году в поэме Гаваудана.